# Георге-Дожа (комуна, Муреш)
Георге-Дожа (рум. Gheorghe Doja) — комуна у повіті Муреш в Румунії. До складу комуни входять такі села (дані про населення за 2002 рік):
- Ілієнь (395 осіб)
- Георге-Дожа (514 осіб) — адміністративний центр комуни
- Леордень (383 особи)
- Сату-Ноу (751 особа)
- Тірімія (826 осіб)

Комуна розташована на відстані 256 км на північний захід від Бухареста, 9 км на південний захід від Тиргу-Муреша, 77 км на південний схід від Клуж-Напоки, 123 км на північний захід від Брашова.

## Населення
За даними перепису населення 2002 року у комуні проживали 2869 осіб.
Національний склад населення комуни:
| Національність            | Кількість осіб | Відсоток |
| ------------------------- | -------------- | -------- |
| угорці                    | 2068           | 72,1%    |
| румуни                    | 611            | 21,3%    |
| цигани                    | 188            | 6,6%     |
| євреї                     | 1              | < 0,1%   |
| не вказали національність | 1              | < 0,1%   |

Рідною мовою назвали:
| Мова                  | Кількість осіб | Відсоток |
| --------------------- | -------------- | -------- |
| угорська              | 2067           | 72,0%    |
| румунська             | 656            | 22,9%    |
| циганська             | 145            | 5,1%     |
| не вказали рідну мову | 1              | < 0,1%   |

Склад населення комуни за віросповіданням:
| Релігія                                       | Кількість осіб | Відсоток |
| --------------------------------------------- | -------------- | -------- |
| реформати                                     | 1924           | 67,1%    |
| православні                                   | 698            | 24,3%    |
| римо-католики                                 | 84             | 2,9%     |
| адвентисти                                    | 22             | 0,8%     |
| греко-католики                                | 20             | 0,7%     |
| п'ятдесятники                                 | 19             | 0,7%     |
| не релігійні                                  | 9              | 0,3%     |
| баптисти                                      | 3              | 0,1%     |
| унітарії                                      | 3              | 0,1%     |
| бретрени                                      | 1              | < 0,1%   |
| лютерани (Синодально-пресвітеріанська церква) | 1              | < 0,1%   |
| не вказали релігію                            | 9              | 0,3%     |

## Зовнішні посилання
- Дані про комуну Георге-Дожа на сайті Ghidul Primăriilor [Архівовано 5 лютого 2010 у Wayback Machine.]